# Byttneria perrieri
Byttneria perrieri är en malvaväxtart som beskrevs av Bénédict Pierre Georges Hochreutiner. Byttneria perrieri ingår i släktet Byttneria och familjen malvaväxter. Utöver nominatformen finns också underarten B. p. decaryana.